# Debi Sue Voorhees
Debi Sue Voorhees (n. 28 iulie 1961, Dallas, Texas, SUA) este o actriță americană, recunoscută pentru rolul Tina în film de groază Vineri 13: Un nou început (1985), unde, întâmplător, împărtășește același nume de familie cu criminalul în serie Jason Voorhees, principalul protagonist al seriei.

## Carieră
Înainte de a-și lansa o carieră de actorie, Tina a fost iepuraș Playboy la Dallas Playboy Club. Din 1982 până în 1986 a avut mai multe roluri minore în filme și seriale de televiziune care au inclus un rol de șapte episoade în serialul Dallas între 1982 și 1985. Pe lângă participarea sa la filmul Friday the 13th: A New Beginning, el a apărut și în filmul documentare His Name Was Jason: 30 Years of Friday the 13th (2009) și Crystal Lake Memories: The Complete History of Friday the 13th (2013). Pe lângă cariera ei de actorie, Voorhees a lucrat ca profesoară de literatură, engleză, gramatică și jurnalism la două licee din Texas și New Mexico, până când a fost concediată din ambele, după ce a fost implicată în a cincea vineri, filmul a 13-a, în special nud scenele și scena ei îngrozitoare a morții din film, în care este orbită cu foarfece de tăiat în mâinile ucigașului.
În 2012 a scris, regizat și jucat în filmul de comedie independent Billy Shakespeare. Filmul a fost debutul regizoral al lui Voorhees și a fost produs de propria ei companie, Voorhees Films. Voorhees pregătește, în calitate de regizor și vedetă, un film de groază numit 13 Fanboy, în care joacă o versiune fictivă a ei înșiși.

## Filmografie

### Filme de cinema
- Innocent Prey (1984) – Prostituată
- Avenging Angel (1985) – Roxie
- Friday the 13th: A New Beginning (1985) – Tina
- Appointment with Fear (1985) – Ruth
- Billy Shakespeare (2014) – Vrăjitoare
- 13 Fanboy (2021) – Se

### Filme de televiziune
- Dallas (1982-1985) – Caroline
- Riptide (1986) – Tippy